# Instituto da Língua Russa
O Instituto V.V. Vingoradov da Língua Russa da Academia Russa de Ciências (em russo:  Институт русского языка имени В. В. Виноградова РАН) é a academia linguística responsável por regulamentar o idioma russo. Sua sede é em Moscou, e faz parte da Academia Russa de Ciências. Foi fundada em 1944.
O instituto, que é uma instituição de pesquisa, não deve ser confundido com o Instituto Estatal A.S. Pushkin de Língua Russa (Государственный институт русского языка имени А. С. Пушкина), que é uma instituição educacional no campo do russo como idioma estrangeiro.